# Cold Altair (мініальбом)
«Cold Altair» (укр. Холодний Альтаїр) — другий студійний альбом і перший міні-альбом українського гурту «The Hardkiss».

## Про альбом
Автор обкладинки український художник Денис Циперко, який бере участь у розробці персонажів для «Marvel» та «Riot Games». Із цим зображенням було випущено ексклюзивну серію принт-футболок.

## Список пісень
1. Tony, Talk! (03:35)
2. Organ (03:18)
3. Doctor Thomases (04:07)
4. Shadows of Light (03:25)
5. Altair (04:07)
6. Hammer (04:07)
7. Tony, Talk! (DJ Ekspert Remix) (03:31)
8. Tony, Talk! (Pavel Zhuravlev Remix) (04:57)